# TibiaME
TibiaME (Tibia Micro Edition) est le premier jeu de rôle en ligne pour téléphones mobiles.
Avec TibiaME, CipSoft, a fait la troisième place du hBritish Telecom Wi-Fi developer challenge. Il a passé la barre des 10 000 utilisateurs payants et 40 000 utilisateurs au total.

## Système du jeu
L'histoire du jeu est basée sur celle du jeu vidéo « Tibia », précurseur de beaucoup de MMOPRGs[réf. nécessaire]. Généralement, TibiaME est gratuit. Les joueurs qui désirent un accès aux services supplémentaires peuvent créer un compte premium contre un tarif mensuel Le jeu est localisé en anglais, allemand ou malais.

## Synopsis
Des mauvais fléaux menacent les paisibles habitants de la petite île au bord de l'océan Tibian Aurea. Le prince Bandomir, le souverain de cette île, a appelé tous les héros de Tibia à l'aide pour libérer son peuple. Dans le rôle d'un chevalier ou un sorcier, les joueurs peuvent développer les compétences de leurs caractères, explorer les paysages du monde TibiaME, vivre des dangereuses aventures, mais aussi communiquer et interagir d’une manière diplomatique avec d'autres joueurs.

## Classes de personnage
Dans TibiaME on a le choix entre deux classes: mage et chevalier. Chaque classe possède ses propres sorts et subit différents modificateurs de dégâts suivant l'arme utilisée. Le mage se sert du "Mana" pour utiliser les armes magiques. Pour cette raison il a moins de force au début du jeu et son développement est plus lent que celui du chevalier. Le chevalier augmente plus vite au prochain niveau.